# Regalia du royaume de Grèce
Les regalia du royaume de Grèce sont un ensemble d'objets symboliques (couronne, sceptre et épée) réalisés dans la perspective du sacre du roi Othon Ier après son élection sur le trône, en 1832. 
Réalisés par la maison d'orfèvrerie parisienne Fossin et Fils (pour la couronne et le sceptre) et par l'atelier de Jules Monceaux (pour l'épée), les regalia commandés par Othon Ier n'ont finalement jamais été utilisés. Emportés par le monarque après sa destitution en 1862, ils ont été rendus à la Grèce par les Wittelsbach en 1956. Longtemps égarés par l'État grec, qui accusait le roi Constantin II de les avoir volés, les regalia ont finalement été retrouvés dans les réserves du palais de Tatoï en 2023.  

## Histoire
Élu sur le trône de Grèce en 1832, le roi Othon Ier fait réaliser des regalia dans la perspective de son couronnement. Cependant, le projet de cérémonie est abandonné car le souverain refuse d'embrasser la religion orthodoxe, ce qui interdit son sacre. Parallèlement, le transport des regalia à Athènes est retardé, si bien bien que l'intronisation du souverain se déroule sans eux. Renversé par la révolution de 1862, Othon Ier part finalement en exil en Bavière, où il emporte les regalia. À sa mort, ces derniers passent au prince Luitpold, héritier d'Othon. 
Presque un siècle plus tard, en décembre 1959, le duc Albert de Bavière, chef de la maison de Wittelsbach et descendant du prince Luitpold, envoie son fils Maximilien-Emmanuel à Athènes pour y reconnaître officiellement les droits de la maison de Glücksbourg. Le prince remet alors au roi Paul Ier de Grèce l'ensemble des objets royaux (couronne, sceptre et orbe) emportés par Othon, lors d'une cérémonie en présence du Premier ministre, Konstantínos Karamanlís. 
Après le départ en exil de la famille royale et l'abolition de la monarchie en 1973, les regalia sont égarés et les nouvelles autorités républicaines accusent Constantin II de les avoir subtilisés. Le ministère de la Culture annonce finalement leur redécouverte en juillet 2023, lors d'un inventaire réalisé au domaine de Tatoï, ancien palais d'été des souverains grecs désormais propriété de l'État.

## Objets

### Couronne
Constituée d'or, de métal doré, d'émail et de velours cramoisi, la couronne royale mesure 25 centimètres de hauteur pour 29 de diamètre. De facture assez simple, elle s'appuie sur un bandeau floral rappelant une couronne de laurier. De là, s'élèvent huit arcs voûtés et ornés d'anciennes feuilles d'acanthe et de têtes de lion, d'où poussent respectivement huit troncs arqués en forme de branches de palmier. L'ensemble de la composition est réuni au centre, où apparaît une orbe surmontée d'une croix trèflée.

### Sceptre
Composé d'or, de métal doré et d'émail, le sceptre mesure 78 centimètres de hauteur pour une épaisseur maximale de 7,4 centimètres. Surmonté d'une couronne, il se compose de trois tiges reliées par des boutons décorés. Celui du haut, de forme cubique, est orné d'une croix blanche qui alterne avec le monogramme d'Othon tandis que celui du milieu reprend le même motif, mais remplace le monogramme par des lions affrontés. En bas, la tige se termine par une sphère à décor floral, sur laquelle est gravée le nom du fabricant. La tige centrale est entièrement ornée de fleurs d'acanthes.

### Épée
Faite d'or, de métal doré, d'émail et de lapis-lazuli, l'épée royale mesure 92 centimètres pour une largeur maximale de 12,7 centimètres. Dotée d'un fourreau richement décoré, sur lequel dominent des motifs végétaux et animaux, mais où apparaissent également le monogramme d'Othon et les armoiries de la Grèce, l'épée repose sur une fusée formée de lapis lazuli et terminée par un pommeau doré en forme de couronne.